# ملكة جمال الكون 2025
مسابقة ملكة جمال الكون 2025 ستكون هي النسخة الرابعة والسبعين من مسابقة ملكة جمال الكون. وستقوم فيكتوريا كير ثيلفيج من الدنمارك بتتويج خليفتها في نهاية الحدث.

## الخلفية

### الموقع والتاريخ
في 16 نوفمبر 2024، في مسابقة ملكة جمال الكون 2024، أعلن راؤول روشا كانتو، مالك شركة مجموعة ليجاسي الولايات المتحدة الأمريكية، أن النسخة الرابعة والسبعين من مسابقة ملكة جمال الكون يمكن أن تقام في إحدى البلدان المدرجة في القائمة المختصرة: الأرجنتين، كوستاريكا، جمهورية الدومينيكان، المغرب، الهند، جنوب إفريقيا، إسبانيا، أو تايلاند.

## المتسابقات
اعتبارًا من 6 فبراير 2024، تم تأكيد تنافس متسابقات على اللقب.
| البلد / الإقليم | اسم المتسابقة    | العمر | بلد المنشأ  | ملاحظات |
| --------------- | ---------------- | ----- | ----------- | ------- |
| أنجولا          | ماريا كونها      | 21    | لواندا      |         |
| بلجيكا          | كارين جانسن      | 23    | لوميل       |         |
| البرازيل        | غابرييلا لاسيردا | 22    | تيريسينا    |         |
| الصين           | شوهي هو          | 22    | مدينة جيلين |         |
| كازاخستان       | دانا ألماسوفا    | 20    | كوستناي     |         |
| قيرغيزستان      | ماري كوفاكوفا    | 18    | بيشكيك      |         |
| سورينام         | كيارا وينتوين    | 21    | باراماريبو  |         |
| فنزويلا         | ستيفاني أباسالي  | 24    | إل كالاو    |         |

## مسابقات ملكة جمال قادمة
| البلد/المنطقة   | التاريخ       |
| --------------- | ------------- |
| أيسلندا         | 3 أبريل 2025  |
| كوراساو         | 31 مايو 2025  |
| بريطانيا العظمى | 5 يوليو 2025  |
| صربيا           | 16 يوليو 2025 |